# Peraleda de San Román
Peraleda de San Román là một đô thị trong tỉnh Cáceres, Extremadura, Tây Ban Nha. Theo điều tra dân số 2005 (INE), đô thị này có dân số là 352 người.
39°51′B 5°28′T / 39,85°B 5,467°T